# Rebecca Jackson Mendoza
Rebecca Jackson Mendoza (née en 1973) est une actrice, chanteuse et danseuse australienne.
Née à Melbourne d'un père venant des Philippines et d'une mère australienne allemande, elle devient connue pour son duo pop Jackson Mendoza, avec sa sœur Natalie. Elles eurent un succès relatif, réalisant deux singles qui atteignirent le TP 30 en Australie, avant de s'arrêter en 2000.
Mendoza eut un rôle dans le film Hurlements 3 (Howling III) (1987) en tant que danseuse, et dans Star Wars, épisode III : La Revanche des Sith (2005) où elle jouait la reine Breha Organa. Ses rôles au théâtre et dans les comédies musicales comportent les productions australiennes et allemandes de Miss Saigon, la production australienne de Show Boat et Hair, les productions australiennes et japonaises de  We Will Rock You, et la production canadienne du Seigneur des anneaux, où elle joue le rôle de l'elfe Galadriel.